# Urbain Ngassongo
Urbain Ngassongo (ur. 15 października 1961 w Kinszasie) – kongijski duchowny rzymskokatolicki, od 2013 biskup Gamboma.

## Życiorys
Święcenia kapłańskie przyjął 20 lipca 1996 i został inkardynowany do archidiecezji Brazzaville. Pracował głównie jako ojciec duchowny seminarium w Brazzaville oraz jako duszpasterz parafialny we włoskiej Potenzy. W 2012 został sekretarzem kongijskiej Konferencji Episkopatu.
22 lutego 2013 papież Benedykt XVI prekonizował go biskupem nowo powstałej diecezji Gamboma. Sakry biskupiej udzielił mu 21 kwietnia 2013 abp Anatole Milandou.